# Basiliek van de Martelaren van Oeganda (Namugongo)
De Basiliek van de Martelaren van Oeganda (Engels: Basilica of the Uganda Martyrs) is een basilica minor in de Oegandese plaats Namugongo, gewijd aan de martelaren van Oeganda.

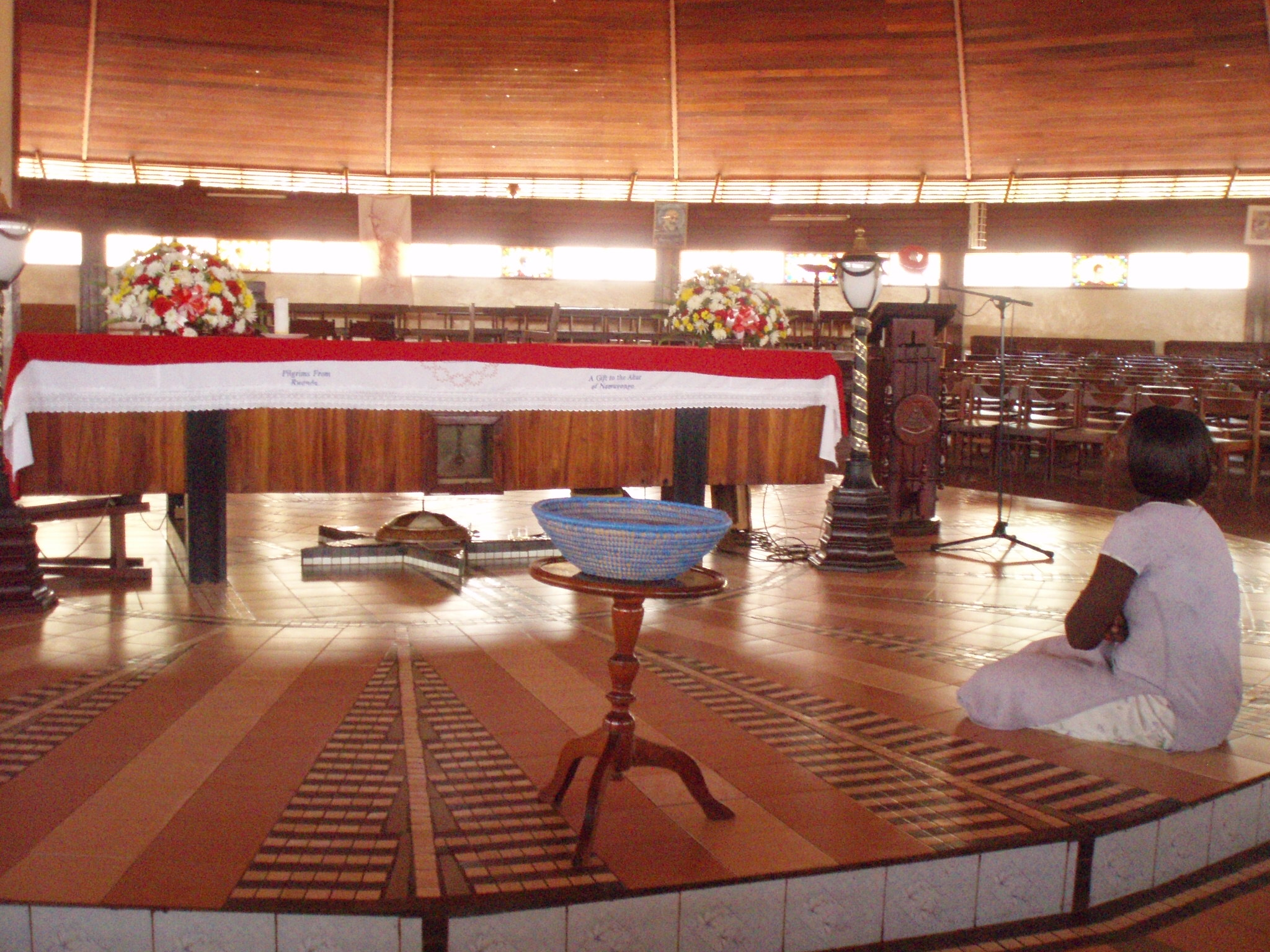
Altaarruimte van de basiliek

De kerk werd tussen 1965 en 1968 gebouwd naar een ontwerp van de Zwitserse architect Justus Dahinden. De kerk is kegelvormig en herinnert aan de vorm van de traditionele Baganda-hutten. De rotunda heeft een doorsnede van 30 meter. De kerk biedt plaats aan 1000 personen. Tweeëntwintig pilaren aan de buitenkant ondersteunen het gebouw en verwijzen naar de tweeëntwintig katholieke martelaren.  De kerk is gebouwd nabij de plaats waar Carolus Lwanga en Sint Kizito in 1886 levend werden verbrand in opdracht van de kabaka van Boeganda Mwanga II Basammula-Ekkere.
Tijdens zijn bezoek aan Oeganda in februari 1993 bezocht paus Johannes Paulus II Namugongo en verhief de kerk tot basiliek. Paus Franciscus celebreerde hier tijdens zijn Afrikareis in 2015 een mis.